# Индианополис (Парана)
Индианополис (порт. Indianópolis) — муниципалитет в Бразилии, входит в штат Парана. Составная часть мезорегиона Северо-запад штата Парана. Входит в экономико-статистический микрорегион Сианорти. Население составляет 4097 человек на 2006 год. Занимает площадь 122,623 км². Плотность населения — 33,4 чел./км².

## Статистика
- Валовой внутренний продукт на 2003 год составляет 62 386 092,00 реалов (данные: Бразильский институт географии и статистики).
- Валовой внутренний продукт на душу населения на 2003 год составляет 15 032,79 реалов (данные: Бразильский институт географии и статистики).
- Индекс развития человеческого потенциала на 2000 год составляет 0,749 (данные: Программа развития ООН).